# شهرستان جینگهه
شهرستان جینگهه (به اویغوری: جىڭ ناھىيىسى، به چینی: 精河县، به پین‌یین: Jīnghé Xiàn، به مغولی: ᠵᠢᠩ ᠾᠧ ᠰᠢᠶᠠᠨ J̌ing hë siyan) یک واحد تقسیماتی در چین است که در ولایت خودمختار بورتالا مغول واقع شده‌است. شهرستان جینگهه ۱۱٬۱۸۱ کیلومتر مربع مساحت و ۱۲۰٬۰۰۰ نفر جمعیت دارد و ۳۲۱ متر بالاتر از سطح دریا واقع شده‌است.